# Руфій Ахілій Сівідій
Руфій Ахілій Сівідій (*Rufius Achilius Sividius, д/н — після 488) — державний діяч часів падіння Західної Римської імперії та правління Одоакра.

## Життєпис
Про батьків немає відомостей. Розпочав кар'єру в часи правління останніх імператорів Західної Римської імперії. Десь наприкінці 470-х років обіймав посаду квестора палацу. Згодом двічі був префектом Риму. Близько 487 року стає патрицієм. У 488 році призначається консулом (разом з Клавдієм Юлієм Еклезієм Дінамієм. Про подальшу долю нічого невідомо.